# Julie Biesmans
Julie Biesmans (* 4. Mai 1994 in Hasselt) ist eine belgische Fußballnationalspielerin. Sie spielte bei Standard Lüttich in Belgien, Bristol City in England, PSV Eindhoven in den Niederlanden und seit 2023 bei Oud-Heverlee Löwen wieder in ihrer Heimat.

## Karriere

### Vereine
Biesmans spielte zunächst für VV Bilzerse und ab 2012 für Standard Lüttich in Belgien, bevor sie 2017 das erste Engagement im Ausland bei Bristol City  in der FA Women’s Super League antrat. Zur Saison 2019/20 wechselte sie in die Eredivisie zum PSV Eindhoven, mit dem sie die wegen der COVID-19-Pandemie abgebrochene Saison 2019/20 gewann. Mit Lüttich und PSV bestritt sie auch insgesamt 17 Spiele in den Qualifikationen zur UEFA Women’s Champions League und im Sechzehntelfinale, kam aber nie für das Sechzehntelfinale hinaus. In der Qualifikation für die UEFA Women’s Champions League 2021/22 gewannen sie im Halbfinale der ersten Runde gegen Lokomotive Moskau mit 3:1. Das Finalspiel der ersten Runde verloren sie aber mit 1:3 gegen den Arsenal Women FC.
Am 30. Mai 2023 wurde ihr Wechsel zu Oud-Heverlee Löwen bekannt gegeben.

### Nationalmannschaft
Biesmans durchlief ab 2008 die belgischen Juniorinnen-Mannschaften von der U-15 bis zur U-19. Mit der U-17 nahm sie im April 2009 in ihrer Heimat an der zweiten Qualifikationsrunde zur U-17-EM 2009 teil. Die Belgierinnen konnten den Heimvorteil nicht nutzen und verpassten als Gruppenletzte die Endrunde. Beim nächsten Anlauf konnten sie im Oktober in Polen zwei Spiele gewinnen und gegen die Gastgeberinnen ein Remis erreichen, wodurch sie Gruppensiegerinnen wurden. Die zweite Runde im April 2010 in Spanien verlief dann wie im Vorjahr. Im Oktober 2010 hatten sie in der ersten Qualifikationsrunde wieder Heimrecht und konnten dieses nutzen, um mit zwei Siegen und einem torlosen Remis gegen England die zweite Runde zu erreichen. Beim Turnier in Tschechien im April 2011 verloren sie das erste Spiel gegen Spanien, so dass ihnen die Siege in den beiden anderen Spielen nicht viel nutzten. Bereits im Mai 2008 soll sie als 14-Jährige zwei Freundschaftsspiele mit der U-19 bestritten haben, die vom Verband aber auch als Spiele der U-15 gelistet werden. Im Oktober 2012 nahm sie mit der U-19 in Kroatien an der ersten Qualifikationsrunde zur U-19-EM 2013 teil. Mit Siegen gegen die Gastgeberinnen und die Färöer sowie einem torlosen Remis gegen die Ukraine konnten sie sich als Gruppenzweite für die zweite Runde qualifizieren. Das Turnier im April 2013 brachte dann ihre letzten drei U-Länderspiele, denn nach einer Niederlage gegen Frankreich reichten die Siege gegen Russland und die Schweiz nicht, um die Endrunde zu erreichen.
Bereits am 17. September 2011 war sie im ersten Qualifikationsspiel zur EM 2013 erstmals in der belgischen A-Nationalmannschaft eingesetzt worden, wobei sie direkt über 90 Minuten mitspielte. Sie war dann sofort Stammspielerin und wurde bis zum 20. September 2016, dem Ende der Qualifikation für die EM 2017, in 86 % der Länderspiele eingesetzt. Zwischen September 2016 und Juni 2017 hatte sie dann nur einen Einsatz. Für diese Zeit sind aber auch keine Einsätze im Verein in den Statistiken zu finden. In der Vorbereitung auf ihr erstes großes Fußballturnier, die EM 2017, wurde sie dann wieder eingesetzt und bei der Endrunde kam sie in zwei Gruppenspielen zum Einsatz, nach denen die Belgierinnen ausschieden. In der letztlich erfolglos verlaufenen Qualifikation für die WM 2019 hatte sie acht Einsätze. In der Qualifikation für die EM 2022 kam sie in allen acht Spielen zum Einsatz und konnte sich mit ihrer Mannschaft im letzten Spiel durch einen 4:0-Sieg gegen die Schweiz erneut für die EM-Endrunde qualifizieren.
In den ersten sechs Spielen der Qualifikation für die WM 2023 wurde sie lediglich beim 19:0-Rekordsieg gegen Armenien nicht eingesetzt.
Bei der EM-Endrunde stand sie in den vier Spielen ihrer Mannschaft in der Startelf, die mit einer 0:1-Niederlage gegen Schweden im Viertelfinale endete.
Nach der EM kam sie in den beiden letzten Gruppen-Spielen der Qualifikation für die WM 2023 zum Einsatz und qualifizierte sich mit ihrer Mannschaft für die Play-offs der Gruppenzweiten. Sie scheiterte mit ihrer Mannschaft aber in der ersten Play-off-Runde durch eine 1:2-Niederlage gegen Portugal.
Am 12. November 2022 bestritt sie beim 7:0-Sieg im Freundschaftsspiel gegen die Slowakei ihr 100. Länderspiel.
Ihre letzten Einsätze hatte sie beim Arnold Clark Cup 2023 im Februar und einem Freundschaftsspiel gegen Österreich im April 2023. Am  31. August 2023 gab sie ihren Rücktritt aus der Nationalmannschaft bekannt.

## Erfolge
- BeNe League Siegerin 2014/2015
- BeNe Women’s Super Cup Gewinnerin 2011/2012, 2012/2013
- Belgische Meisterschaft 2015/2016, 2016/2017
- Belgische Pokalsiegerin 2011/2012, 2013/2014
- Belgische Supercupsiegerin 2012/2013
- Niederländische Meisterschaft 2019/2020
- Niederländische Pokalsiegerin 2020/2021

## Auszeichnungen
- Gewinnerin des Sparkles in der Kategorie Espoir: 2015